# Чарлі Гітон
Чарлі Росс Гітон (англ. Charlie Heaton; 6 лютого 1994 року в Брідлінгтоні) — англійський актор і музикант. Відомий за роллю  Джонатана Баєрса в серіалі від Netflix «Дивні дива».

## Кар'єра

### Як музикант
Гітон переїхав до Лондона, коли йому було 16, і приєднався до лондонського нойз-рок гурту "Comanechi" як барабанщик і гастролював з ними більше року. Тоді Хітон приєднався до лондонської психоделічної групи "Half Loon".

### Як актор

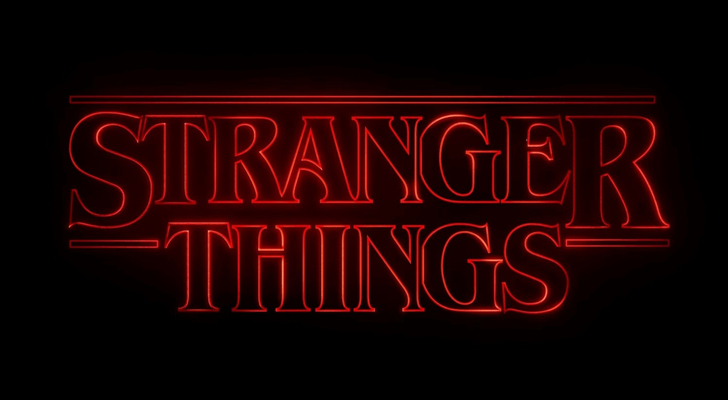

У 2014 році Хітон зіграв роль у короткометражному фільмі під назвою «Життя потребує сміливості». У 2015 році він дебютував у кримінальному драматичному серіалі ITV "DCI Banks", зігравши роль Гері Мак-Квірі. Потім він з'явився в ролі Райлі в одній з серій ITV серіалу "Vera". Він брав участь у медичному драматичному серіалі BBC One "Casualty" як Джейсон Вейкотт. У 2016 році він знявся у трилері "Shut In", в якому також зіграли Наомі Воттс та Олівер Платт, режисер стрічки - Фаррен Блекберн. З 2016 року Гітон грає Джонатана Байєрса у американському науково-фантастичному серіалі Netflix "Дивні Дива". У 2016 році він знявся у драматичному фільмі «As You Are». 
У травні 2017 року Гітон знявся у ролі Сем Гутрі /Кеннонбол в серіалі "Нові мутанти", фільм, за одноіменним коміксом Marvel Comics, мав вийти в прокат в квітні 2020 року, але через спалах коронавірусу прем'єра була перенесена на 28 серпня 2020. У серпні 2018 року BBC оголосила, що Гітон буде грати Джозефа Мерріка, відомого як "Людина-слон", у новій драмі з двох частин. Кастинг викликав критику з боку благодійної групи з обмеженими фізичними можливостями, голова групи заявив, що варто було задіяти актора-інваліда.

## Особисте життя
З 2016 року він перебуває в стосунках зі своєю колегою по серіалу "Дивні дива" Наталією Даєр, яка в шоу грає подругу Джонатана Ненсі Уілер.
Гітон пропустив прем'єру "Дивні дива-2" 21 жовтня 2017 року, бо був затриманий в міжнародному аеропорту Лос-Анджелеса в жовтні через наявність слідів кокаїну у його валізі. Чарлі був допитаний і депортований до Лондона.

## Фільмографія

### Фільми
| Рік  | Назва              | Оригінальна назва               | Роль                     |
| ---- | ------------------ | ------------------------------- | ------------------------ |
| 2014 |                    | Life Needs Courage              | Чарлі                    |
| 2015 |                    | The Schoolboy                   | Майкл Стівенс            |
| 2015 |                    | Rise of the Footsoldier Part II | Дилер                    |
| 2015 |                    | Urban & the Shed Crew           | Френк                    |
| 2016 |                    | As You Are                      | Mark                     |
| 2016 |                    | Shut In                         | Стівен Портман           |
| 2017 |                    | The Performers: Act III         | Боуї                     |
| 2017 |                    | Marrowbone                      | Біллі Марроубоун         |
| 2020 |                    | No Future                       | Віл                      |
| 2020 | Нові мутанти       | The New Mutants                 | Самуель Ґатрі / Каннобол |
| 2021 | Сувенір: Частина 2 | The Souvenir Part II            | Джим Деггер              |

### Телебачення
| Рік       | Назва      | Оригінальна назва |
| 2015      |            | DCI Banks         |
| 2015      |            | Vera              |
| 2015      |            | Casualty          |
| --------- | ---------- | ----------------- |
| 2016-нині | Дивні Дива | Stranger Things   |